# Pouteria rigidopsis
Pouteria rigidopsis är en tvåhjärtbladig växtart som beskrevs av Joseph Vincent Monachino och Terence Dale Pennington. Pouteria rigidopsis ingår i släktet Pouteria och familjen Sapotaceae. IUCN kategoriserar arten globalt som nära hotad. Inga underarter finns listade i Catalogue of Life.